# Arenillas de Riopisuerga
Arenillas de Riopisuerga ist ein Ort und eine Gemeinde (municipio) mit 166 Einwohnern (Stand: 2024) in der Provinz Burgos in der nordspanischen Autonomen Region Kastilien-León. Die Gemeinde gehört zur Comarca Odra-Pisuerga. 

## Lage
Arenillas de Riopisuerga liegt in der kastilischen Hochebene (meseta) in einer Höhe von etwa 791 Metern ü. d. M. und etwa 44 Kilometer in westlicher Entfernung von der Stadt Burgos. 

## Bevölkerungsentwicklung
| Jahr      | 1910 | 1930 | 1950 | 1970 | 1981 | 1991 | 2001 | 2011 | 2021 |
| Einwohner | 675  | 605  | 576  | 337  | 255  | 241  | 228  | 188  | 176  |

## Wirtschaft
Die Region ist seit Jahrhunderten wesentlich von der Landwirtschaft geprägt; die Bewohner früherer Zeiten lebten hauptsächlich als Selbstversorger, aber auch Handwerk und Kleinhandel spielten eine Rolle. Ein Schwerpunkt lag auf der Anzucht von Bäumen aller Art, die letztlich in ganz Zentralspanien angepflanzt wurden.

## Sehenswürdigkeiten
- Kirche Santa Maria la Mayor